# Piotr Ugrumov
Piotr Ugrumov (letão: Pēteris Ugrjumovs, russo: Пётр Угрюмов) (nascido em 21 de janeiro de 1961) é um ex-ciclista profissional russo que competiu pela Letônia após a dissolução da União Soviética, no entanto, ele era membro da delegação russa nos Jogos Olímpicos de Verão de 1996. Sua carreira como profissional durou apenas de 1989 a 1999, ele tinha dez vitórias. Ugrumov terminou em segundo lugar no Tour de France 1994.